# 高輪プリンスホテル貴賓館
高輪プリンスホテル貴賓館（たかなわプリンスホテルきひんかん）は、旧宮家竹田宮の邸宅として、1911年竣工のネオ・バロック様式の宮殿建築。グランドプリンスホテル高輪の隣に佇む。

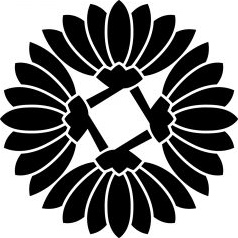
竹田宮の菊花紋

## 概要
- 宮内省内匠寮の、片山東熊、木子幸三郎、渡辺譲が設計を担当。1972年、村野藤吾の設計で現在の状態に改修された。

## 外観

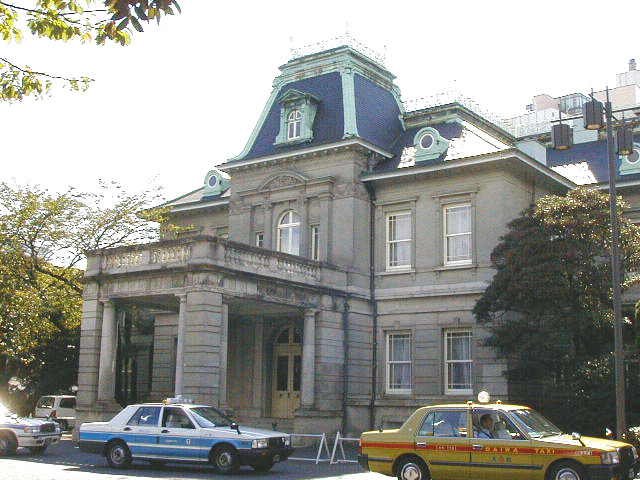
外観

- フランスルネサンス様式が取り入れられ、正面にフランス風マンサード屋根とドーマ窓が、当時の豪華な雰囲気を残す。

## 内部
- 1階玄関ホール両脇には左右対称に2部屋が配置され、当時はともに浴室が付属し、ゲストの居室として利用された。廊下を挟み庭園側には、大理石の暖炉や豪華な装飾の「鳳凰の間」がある。
- 2階の御座所と御寝室もフランス風の豪華な装飾が残る。